# Estadio Gelora Bung Tomo
El Estadio Gelora Bung Tomo es un estadio de usos múltiples ubicado en la ciudad de Surabaya, Java Oriental, Indonesia. Fue inaugurado el 11 de agosto de 2010 y posee una capacidad para 50 000 espectadores. Es la casa del club Persebaya Surabaya de la Liga de Indonesia y alberga algunos juegos de la Selección de fútbol de Indonesia.
El nombre del estadio homenajea a Sutomo (Bung Tomo), líder militar indonesio durante la Revolución Nacional de Indonesia contra los Países Bajos. Desempeñó un papel central en la Batalla de Surabaya cuando los británicos atacaron la ciudad en octubre y noviembre de 1945.
El estadio forma parte del Centro Deportivo Surabaya, que alberga además un estadio cubierto y una mezquita. El costo de construcción se estimó en 500 mil millones de Rupias indonesias (alrededor de 30 millones de €). Fue inaugurado el 11 de agosto de 2010 por el presidente indonesio Susilo Bambang Yudhoyono, y reemplazó al antiguo Estadio Gelora 10 de noviembre.

Panorámica del estadio.